# Sistema métrico decimal

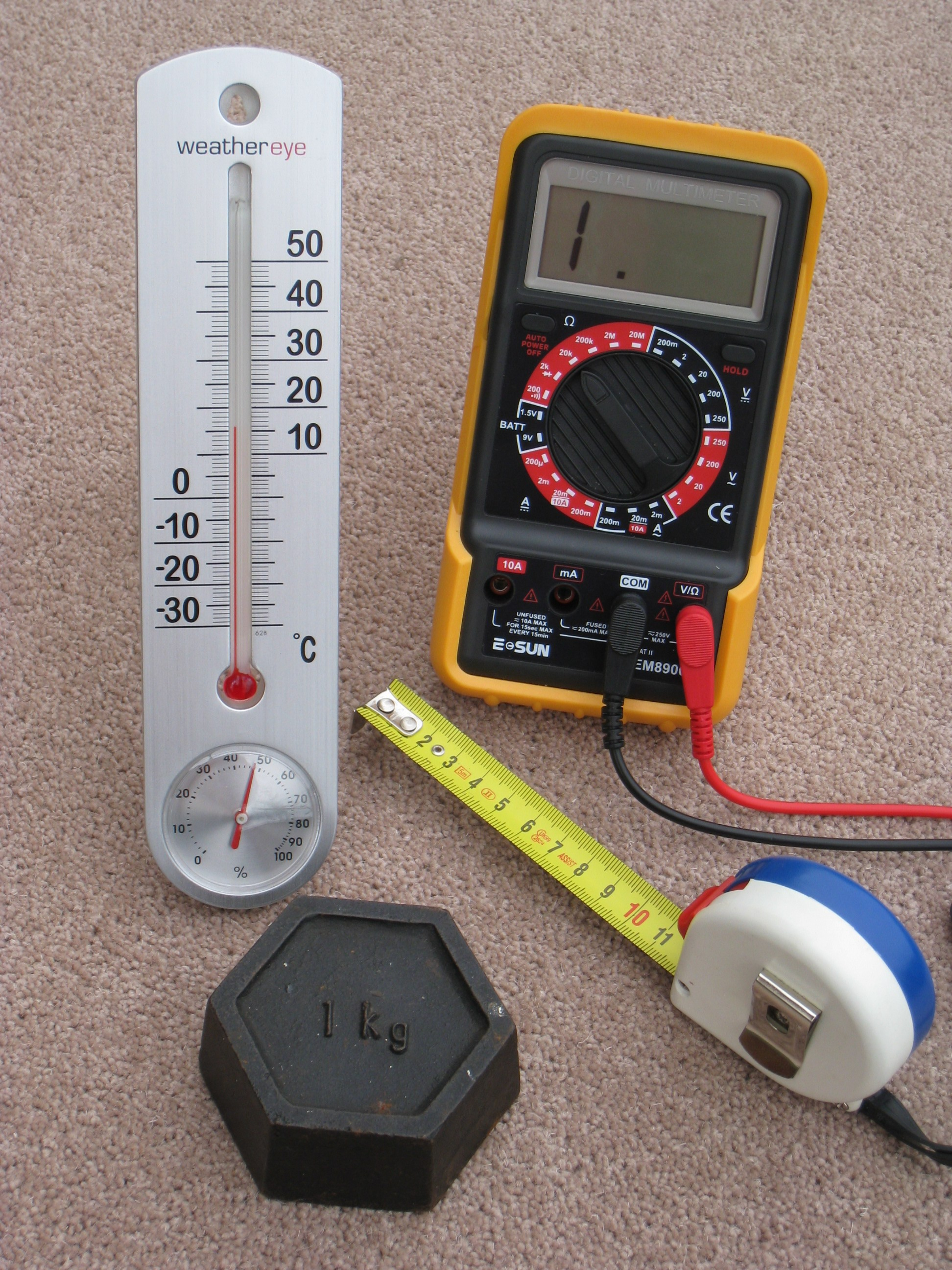
Cuatro instrumentos calibrados en unidades métricas.

El sistema métrico decimal es un sistema de medida que tiene por unidades básicas el metro y el kilogramo, en el cual los múltiplos o submúltiplos de las unidades de una misma naturaleza siguen una escala decimal. Este sistema, ampliado y reformado, ha dado lugar al Sistema Internacional de Unidades.

## Necesidad de una medida universal
Nació legalmente en Francia por decreto del 13 de brumario del año IX (4 de noviembre de 1800) y, aunque varios países fueron adoptándolo progresivamente, fue implantado como sistema universal por el Tratado del Metro (París, 1875) y confirmado por la primera Conferencia General de Pesas y Medidas (París, 1889). Se pretendía buscar un sistema de unidades único para todo el mundo y así facilitar el intercambio científico, cultural, comercial, de datos, etc. Hasta entonces cada país, incluso cada región, tenía su propio sistema de unidades, en los que, a menudo, una misma denominación representaba un valor distinto en lugares y épocas diferentes. Un ejemplo es la vara, medida de longitud que equivale a 0,8359 m, si se trata de la vara castellana, o a 0,7704 m, si se refiere a la vara aragonesa.

## Historia
Desde los albores de la humanidad se vio la necesidad de disponer de un sistema de medidas para los intercambios. Es fácil contar gallinas o cabras, pero no es tan fácil contar granos de trigo o medir el aceite y, así, nacieron las primeras unidades de peso y de capacidad. También, con la aparición de la propiedad de las tierras o la construcción de edificios suntuosos resultó necesario medir longitudes y superficies. Según estudios científicos las unidades de medida empezaron a utilizarse hacia el año 5000 a. C.
Los egipcios tomaron dimensiones del cuerpo humano como base para las unidades de longitud, tales como: las longitudes de los antebrazos, pies, manos o dedos. El codo, cuya distancia es la que hay desde el codo hasta la punta del dedo corazón de la mano, fue la unidad de longitud más utilizada en la antigüedad, de tal forma que el codo real egipcio es la unidad de longitud normalizada más antigua conocida. El codo fue heredado por griegos y romanos, aunque no coincidían en sus longitudes.
Los intercambios de mercancías podían suponer problemas de convivencia si no había un sistema de medidas aceptado por todos. Por eso, y para facilitar los intercambios, los gobernantes intentaban fijar los patrones de las unidades de medida, consiguiéndose que algunos de ellos perdurasen durante mucho tiempo. En España, Toledo, recibió de Alfonso el Sabio, la primitiva vara castellana = 3 pies romanos (que difería en un 1/4 línea, un poco menos de 1/2 milímetro, con la de Burgos). Valencia, recibió de don Jaime, el Conquistador, la vara de 3 pies romanos. Felipe II, en junio de 1568, dictó una orden para que se reconociera como vara castellana la de Burgos, y con ese valor llegó a las Indias y se han mantenido hasta hace poco, pero lo cierto es que no consiguió imponerlas en el resto de sus reinos, ni siquiera en la península. En 1746, Fernando VI ordenó el uso de la vara de Burgos, dado que 7 de sus pies equivalían a la toesa de París.
Hasta el siglo XIX proliferaban los distintos sistemas de medición, lo que suponía con frecuencia conflictos entre mercaderes, ciudadanos y los funcionarios del fisco. A medida que se extendía por Europa el intercambio de mercancías, los poderes políticos apreciaron la posibilidad de que se normalizara un sistema de medidas para todo el continente (y América) que por entonces se consideraba "todo el mundo", que "normalizara" los intercambios del comercio y la industria. 
Por otro lado los científicos necesitaban también un sistema universal, mucho más amplio, que permitiese el intercambio de las experiencias realizadas en cualquier país, sin tener que convertir las unidades de otro país a las del propio cuando querían reproducir un experimento científico; para acercarse a ese ideal, por ejemplo, crearon el concepto de densidad, que relacionaba el peso de un volumen de cualquier materia con el del mismo volumen de agua pura lo que resultaba una unidad adimensional, independiente de las unidades utilizadas.

### Primeros intentos de un sistema de unidades universal

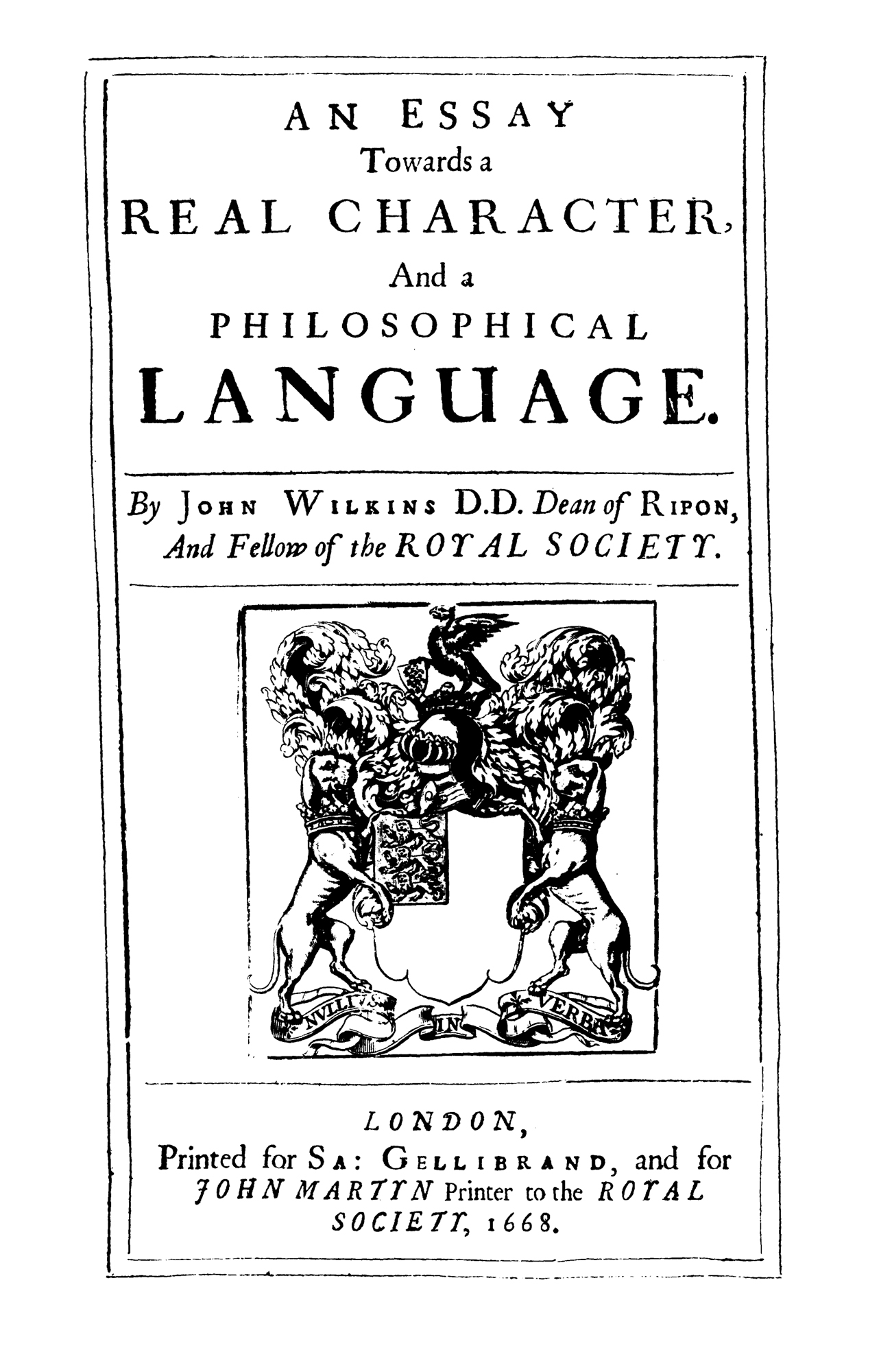
Portada de An Essay Towards A Real Character and a Philosophical Language, de John Wilkins.

En 1585, el matemático belga Simon Stevin enfatiza la importancia de medir en decimales en su folleto titulado "De Thiende". El folleto de Stevin predecía que un día, el mundo utilizaría decimales en la medición estándar.
La primera tentativa notoria de establecer un sistema de unidades universal (es decir, fundado en fenómenos físicos reproducibles) es sin duda la de John Wilkins, un científico inglés miembro de la Royal Society que, en 1668, definió una longitud y un volumen universales y luego una masa universal (la de la cantidad de agua de lluvia contenida en un cubo de lado igual a la unidad de longitud). La longitud tomada fue aproximadamente la de un péndulo simple cuyo semiperiodo de oscilaciones pequeñas es igual a un segundo y que hizo coincidir con la de 38 pulgadas de Prusia (993,7 mm).
Hacia 1670, un religioso de Lyon, Gabriel Mouton, propuso una unidad basada en la medida del meridiano terrestre y definió también una serie de múltiplos y submúltiplos basado en un sistema decimal.
En 1675 el científico italiano Tito Livio Burattini renombra la medida universal de Wilkins, metro (en griego, medida) y toma por definición exacta la del péndulo descrito antes (y no la de 38 pulgadas de Prusia), llegando a una longitud de 993,9 mm. Pero este valor depende de la aceleración de la gravedad y varia ligeramente de un lugar a otro.
Luis XVI de Francia, encargó a un grupo de científicos (entre los que estaba Lavoisier) estudiar las posibilidades de un nuevo sistema de medidas, comisión que propuso como unidad de longitud el metro y de peso el grave (de gravedad) (dividido en 1000 gramos). Sus trabajos sentaron las bases para la creación del sistema métrico decimal. Lavoisier llegó a decir de él que «nada más grande ni más sublime ha salido de las manos del hombre que el sistema métrico decimal».[cita requerida]

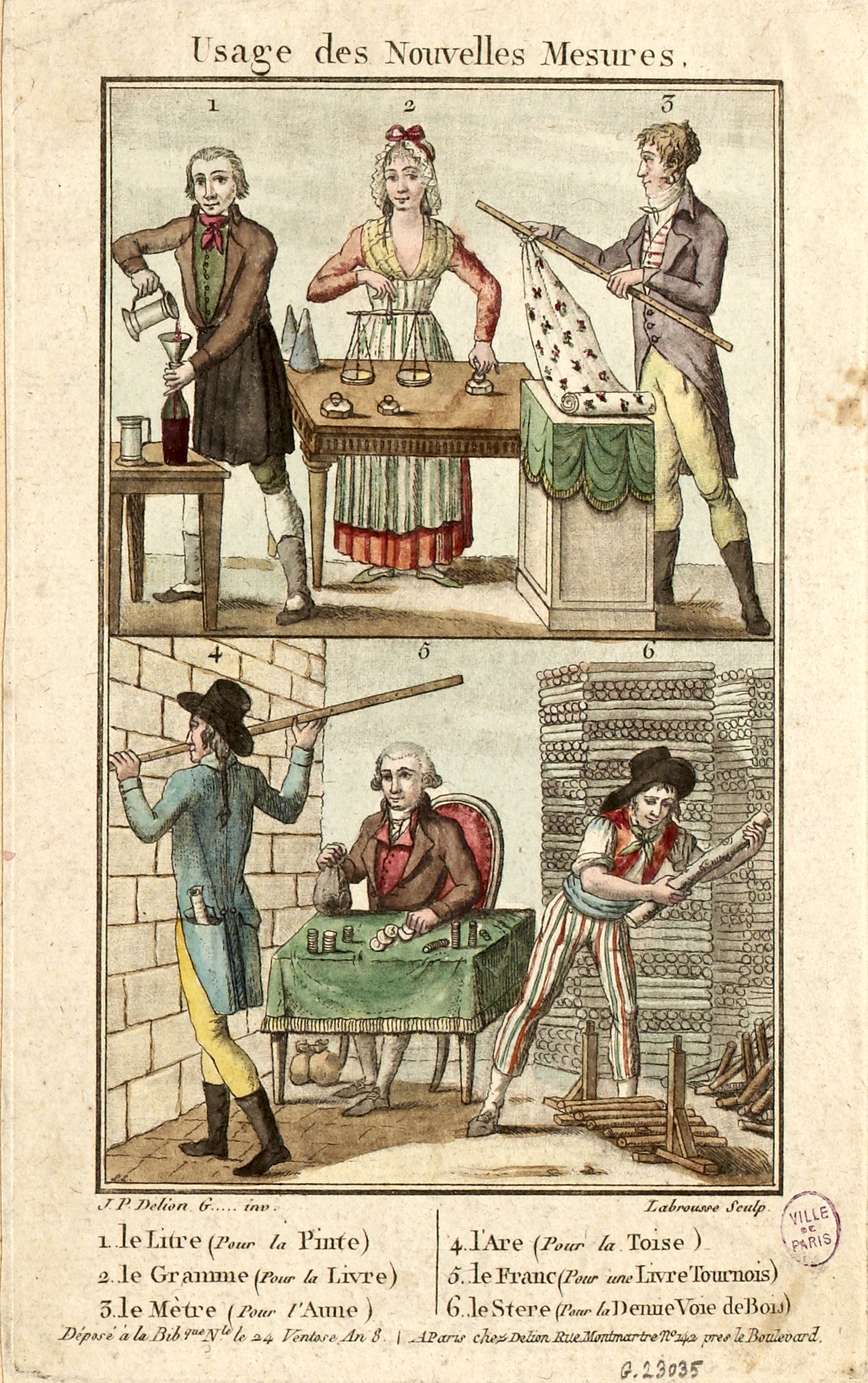
Grabado en madera, de 1800, que muestra las nuevas unidades decimales que fueron las legales en Francia desde el 4 de noviembre de 1800.

### La Revolución francesa y el nacimiento del sistema métrico
El sistema métrico decimal fue introducido durante la Revolución francesa, en su esfuerzo por cambiar absolutamente todas las instituciones de la vieja sociedad siguiendo modelos racionales. Hasta entonces, los patrones de medidas y pesos variaban notablemente de un país a otro e incluso dentro de un país de una región a otra lo cual ocasionaba muchas confusiones e incluso trampas al usarse para diferentes mediciones los mismos nombres tal cual ha ocurrido con la legua, la milla, la libra, el pie, la pulgada, etcétera.
Aunque ya en la monarquía se empezaron estudios para establecer un nuevo sistema, en 1790 la Asamblea Nacional se pronuncia, a propuesta de Talleyrand, aconsejado por Condorcet, por la creación de un sistema de unidades estable, uniforme y sencillo y elige la unidad de longitud de Burattini como unidad básica. Ya comprobado que la longitud de un péndulo que oscila en un segundo, varía dependiendo del lugar donde se encuentre, en 1793 y provisionalmente, se elige como unidad la diezmillonésima parte del cuadrante del meridiano terrestre. Se encarga a dos científicos, Delambre y Méchain hacer las mediciones geodésicas necesarias (véase medición del arco de meridiano de Delambre y Méchain), lo que, con la colaboración del español Gabriel Ciscar, harán durante siete años. Se decidió medir la longitud del meridiano que va desde la torre del fuerte en Montjuīc, en Barcelona a Dunkerque, que era el segmento más largo sobre tierra y casi totalmente dentro de territorio francés. A pesar de que durante el proceso de medición se produjeron hostilidades ocasionales entre Francia y España —como la guerra del Rosellón—, el desarrollo del nuevo sistema de medidas se consideró de tal importancia que el grupo de medición francés fue escoltado por tropas españolas dentro de España a fin de asegurar la continuidad de la medición.
A partir del metro se definieron las unidades de volumen —el litro, igual a un decímetro cúbico—, de peso —el grave igual al de un litro de agua destilada— y de superficie —el área, igual a un cuadrado de 10 m, o 1 dam, de lado—: se creó así el sistema métrico decimal. Ese mismo año la Convención Nacional ordenó la construcción de patrones para el metro y el grave.
La Asamblea invitó a varios países a participar en el establecimiento del nuevo sistema pero, dado el rechazo del resto de las naciones al régimen revolucionario francés, la Asamblea se quedó sola y, si bien aceptó el metro, no le gustó el nombre de grave —cuyo nombre estaba relacionado con el abolido título de conde en cierta forma— y se prefirió la denominación de gramo. Encontraron entonces el problema de que hacer un gramo-patrón no era práctico, por pequeño, y esta es la razón «histórica» por la que una unidad básica incluye en su nombre el prefijo de un múltiplo.
Los patrones del metro y del kilogramo, en platino, previstos por los decretos de la convención nacional —y presenciada por funcionarios del gobierno francés, de varios países invitados y muchos de los más renombrados sabios de la época—, se depositaron en los Archivos Nacionales el 4 de mesidor del año VII (22 de junio de 1799) en lo que se considera habitualmente como el acto fundacional del sistema métrico.
Creado por ley en 1795, el sistema métrico se hace obligatorio en Francia en su quinto aniversario por decreto del 13 de brumario del año IX (4 de noviembre de 1800), prohibiendo el empleo de cualquier otro sistema.
Napoleón, que abolió el calendario republicano cuando llegó al poder, no se atrevió con el sistema métrico, aunque no fuera de su gusto, como lo demuestra este fragmento de sus Memorias escritas en Santa Elena:

La necesidad de uniformar los pesos y medidas se ha sentido en todos los siglos; los Estados Generales lo han dicho varias veces […] La ley de este asunto era tan sencilla que podía redactarse en 24 horas […] Solo era necesario hacer comunes en todas las provincias las unidades de pesos y medidas de la ciudad de París […] Se consultó a geómetras y matemáticos para un asunto que era cuestión exclusiva de la administración. Pensaron que la unidad de pesos y medidas debía deducirse del orden natural, para que pudiera ser adoptada por todas las naciones […] Desde ese momento se puso en vigor una nueva unidad que no cuadraba con los reglamentos de la administración pública, ni con los sistemas de medida de todas las artes […] No existía la ventaja de que este sistema se extendiese a todo el universo; cuestión que era además imposible: el espíritu nacional de los Ingleses y de los Alemanes se opuso […] Sin embargo se sacrificó a unas abstracciones y unas esperanzas vanas el bien de las generaciones presentes […] Los sabios concibieron otra idea extraña al buen funcionamiento de la unidad de peso y medida; adoptaron la numeración decimal […] suprimieron todos los números complejos. Nada es más ajeno a la organización del espíritu, de la memoria y de la imaginación […] Para terminar se sirvieron de raíces griegas, lo que aumentó las complicaciones: estas denominaciones, que podían ser útiles para los sabios, no eran buenas para el pueblo […] Es atormentar al pueblo con fruslerías

### El sistema métrico original

#### Objetivo y características
El objetivo del sistema métrico decimal es la unificación y racionalización de las unidades de medición, y de sus múltiplos y submúltiplos. Las características que deben poseer dichas unidades: neutralidad, universalidad, ser prácticas y fácilmente reproducibles.

En su origen, el metro se definió como la diezmillonésima parte del arco del meridiano terrestre que va del polo norte al ecuador.

#### Magnitudes básicas y derivadas
El sistema métrico original tenía dos magnitudes básicas y de ellas nacían otras magnitudes derivadas:
- Como unidad de medida de longitud se adoptó el metro (del griego: medida), definido como la diezmillonésima parte del cuadrante del meridiano terrestre, cuyo patrón se reprodujo en una barra de platino.
- Como medida de peso se adoptó el kilogramo,[nota 2] definido a partir del peso de un decímetro cúbico (dm³) de agua pura a su densidad máxima[13] (unos 4 °C) y materializado en un kilogramo patrón, de forma cilíndrica y también de platino.

De estas magnitudes básicas se derivaron otras, dependientes de las básicas:
- Unidad de volumen de líquidos: el litro, equivalente a un decímetro cúbico (1 dm³) .
- Unidad de volumen de sólidos: el estéreo, igual a un cubo de un metro de lado (1 m³).[nota 3]
- Unidad de superficie: el área, equivalente a un cuadrado de diez metros de lado (1 dam²).[nota 4]
- Además, se introdujo en Francia una nueva moneda nacional, el franco, equivalente a 4,5 g de plata fina, que también era decimal (dividido en cien céntimos).

#### Prefijos iguales para todas las magnitudes

Países según su fecha de adopción del sistema métrico decimal.

Otro problema de los sistemas antiguos de medida era que se empleaban múltiplos y submúltiplos no decimales y con nombres distintos, que complicaban las cuentas; así pues se adoptaron también los múltiplos y submúltiplos decimales (de ahí que lleve el nombre de sistema métrico decimal) , anteponiendo un prefijo al nombre de la unidad, y un sistema de notaciones para emplearlos. Los múltiplos iniciales fueron: deca para 10 veces, hecto para 100 veces, kilo para 1000 veces y miria para 10 000 veces, y los submúltiplos: deci para 0,1; centi para 0,01 y mili para 0,001. En los símbolos, a la unidad se le anteponía la inicial del multiplicador, en mayúsculas para los múltiplos y en minúsculas para los submúltiplos. Mucho más tarde, y conforme aparecieron nuevas necesidades se adoptaron otros prefijos para múltiplos mayores y para submúltiplos menores.

### Después de la Revolución
Tras la Restauración de 1814, el sistema métrico es abolido en Francia. Sin embargo, en agosto de 1814, Portugal adoptó oficialmente el sistema, pero con los nombres de las unidades sustituidas por las traducciones portuguesas. En este sistema las unidades básicas eran la mão-travessa (mano) = 1 decímetro (10 mão-travessa = 1 vara = 1 metro), el canada = 1 litro y la libra (libra) = 1 kilogramo.
También, el Reino Unido de los Países Bajos (que por entonces reunía los países del futuro Benelux) lo adopta en 1817, por iniciativa de su rey Guillermo I, y también usando nombres anteriores. Por ejemplo, el centímetro se llamó duin (dedo), la ons (onza) se hizo de 100 gramos y así sucesivamente. Trece años después la Revolución de 1830 lo reintroduce en Francia.
Mientras tanto, los científicos trabajaban en la ampliación del sistema para sus fines. En 1832, Gauss propugna la aplicación del sistema métrico, asociando el segundo, en un sistema decimal basado en centímetro, gramo y segundo. En la década de 1860 Maxwell y Thomson trabajaron con estas medidas en electricidad y magnetismo en la Asociación Británica para el Avance de la Ciencia (BAAS, del inglés British Association for the Advancement of Science; ahora BA). Experimentaron las reglas de formación de un sistema formado por unidades básicas y unidades derivadas. En 1874 la BAAS estableció el sistema CGS (centímetro, gramo, segundo).

### La Unión Monetaria Latina
Dentro de la misma idea de internacionalizar las unidades, en 1865 una serie de países adaptó sus monedas a la misma equivalencia para facilitar los intercambios. Francia, Bélgica, Italia y Suiza forman la Unión Monetaria Latina a la que se unirán España y Grecia en 1868 y más tarde otras naciones, llegando hasta cincuenta.[cita requerida] Las monedas de estos países se basarían en una unidad normalizada de 4,5 gramos de plata o 0,290322 gramos de oro (equivalentes al franco francés del sistema métrico decimal de 1800) y decimalizadas, que podrían circular por todos los países. 
Las fluctuaciones de los valores de los metales y de las distintas economías nacionales, así como el abandono del patrón oro, hicieron difícil el mantenimiento de la Unión desde la Primera Guerra Mundial, y finalmente desapareció totalmente en 1927.

### Convención del Metro
A lo largo del siglo XIX, el sistema métrico empieza a ser aceptado por bastantes países, pero el principio de su implantación universal comienza tras la firma de la Convención del Metro (1875); eso sí, como se ha dicho, solo con fines comerciales e industriales. A partir de entonces otros científicos empezaron a trabajar en un sistema similar al CGS, pero con el metro, kilogramo y segundo como unidades fundamentales (sistema MKS).

### Evolución posterior
En la Convención del Metro (1875) se llegó a la conclusión de que el perfeccionamiento de los sistemas de medición tanto del tamaño de la Tierra como de las propiedades del agua mostraban discrepancias con los patrones. La Revolución Industrial había empezado hacía un siglo y la normalización de las piezas mecánicas, fundamentalmente tornillos y tuercas, era de la mayor importancia y ésta dependía de mediciones precisas. A pesar de que las discrepancias que hubieran quedado totalmente enmascaradas en las tolerancias de fabricación de la época, cambiar los patrones de medida para ajustarse a las nuevas mediciones no hubiera sido práctico, especialmente cuando nuevos y mejores instrumentos acabarían encontrando otros valores cada vez más precisos. Por ello se decidió romper con la relación que existía entre los patrones y sus fuentes naturales, de tal forma que los patrones en sí se convirtieron en la base del sistema y permanecieron como tales hasta 1960, año en el que el metro fue redefinido en función de propiedades físicas y más tarde, en 1983, la XVII Conferencia General, celebrada en París hace una nueva definición del metro, como la distancia recorrida por la luz en el vacío durante 1/299 792 458 segundo. De esta forma, el metro recobró su relación con un fenómeno natural, esta vez realmente inmutable y universal. 
En la XIII Conferencia General, de 1967, se cambió la definición de segundo como la duración de 9 192 631 770 oscilaciones de la radiación emitida en la transición entre los dos niveles hiperfinos del estado fundamental del isótopo 133 del átomo de cesio (133Cs), a una temperatura de 0 K. El patrón del kilogramo, sin embargo, se ha resistido a encontrar una nueva definición, a pesar de los esfuerzos de los científicos, y permanece formalmente definido basándose en el patrón que ya tiene dos siglos de antigüedad.
Se ha propuesto una nueva definición de todas las unidades en la CGPM de 2011, que incluye una definición del kilogramo; a falta de algunas precisiones técnicas, se esperaba aprobar en la XXV Conferencia General que se celebró en 2014, pero la decisión fue pospuesta a la siguiente conferencia general, por falta de definición exacta de las constantes requeridas.

### Magnitudes del sistema MKS
Tras las diversas vicisitudes relatadas más arriba, en el sistema métrico decimal (ampliado a sistema MKS), quedaron tres magnitudes básicas: longitud, peso (o masa) y tiempo (LMT) y varias derivadas:
- Como unidad de medida de longitud se adoptó el metro (del griego: medida), definido originalmente como la diezmillonésima parte del cuadrante del meridiano terrestre, se convirtió en la longitud de una barra de platino iridiado, cuyo patrón original se depositó en París y se hizo una copia para cada uno de los veinte países firmantes del acuerdo.
- Como medida de peso (que más tarde sería de masa) se adoptó el kilogramo, definido originalmente a partir del peso de un decímetro cúbico (dm³) de agua pura a su densidad máxima[13] (unos 4 °C), que se materializó en una pieza de platino iridiado que sirve como kilogramo patrón. Como en el caso anterior, el original se depositó en París y se hizo una copia para cada uno de los veinte países firmantes del acuerdo. Esta definición ha seguido vigente hasta hace poco. En 1901, se distinguieron los conceptos de peso y masa y el kilogramo pasó a ser la unidad de masa exclusivamente.
- Como medida del tiempo se adoptó el segundo, definido inicialmente (hasta 1967) como la ochentaiseismilcuatrocientosava parte (1/86 400) del día solar medio entre los años 1750 y 1890.

### Evolución del sistema MKS
En la década de 1880, la BA y el Congreso Internacional de la Electricidad, antecesor de la Comisión Electrotécnica Internacional, trabajan sobre un sistema de unidades prácticas entre las que figuraban el ohmio, el voltio y el amperio.
En 1901 Giorgi propuso a la Asociación Electrotécnica Italiana el sistema de unidades que lleva su nombre, sumando al MKS las unidades eléctricas, y adoptado en 1935 por la Comisión Electrotécnica Internacional (IEC) como sistema MKSΩ (metro, kilogramo segundo, ohmio). Esta propuesta fue discutida en las organizaciones internacionales, entre ellas, la Unión Internacional de Física Pura y Aplicada (IUPAP) y la Comisión Electrotécnica Internacional (IEC) y se llegó, en 1946 a la adopción por el CIPM del sistema MKSA, basado en el metro, el kilogramo, el segundo y el amperio. En 1954, tras una encuesta hecha por el BIPM desde 1948, la X Conferencia General comienza la adopción oficial de otras unidades básicas suplementarias: el kelvin y la candela. Es el origen del actual Sistema Internacional de Unidades.
Mientras tanto, las diversas técnicas habían ido creando sus propias unidades, adecuadas a los trabajos de la especialidad, lo que generaba una serie de unidades que, aunque relacionadas entre sí y con el sistema métrico por relaciones numéricas fijas, eran distintas. Por ejemplo, la potencia se medía en las técnicas de electricidad con el vatio (W), en calor por la kilocaloría por hora (kcal/h) y en mecánica por el caballo de vapor (CV). Con ello se formaba otro sistema variopinto que se dio en llamar, aunque nunca fue adoptado oficialmente, Sistema Técnico de Unidades.
Por otro lado, la CGPM, distinguió las unidades de peso y masa, creando una nueva unidad para el peso o la fuerza, como unidad derivada, y en 1946, la VIII Conferencia (CGPM), resolución 2, normalizó la unidad de fuerza del sistema MKS de unidades como la fuerza necesaria para proporcionar una aceleración de 1 m/s2 a un objeto de 1 kg de masa. La IX CGPM, de 1948, adoptó para ella el nombre de "newton" en su resolución 7. En esa misma conferencia se adoptó el nombre de Sistema práctico de unidades de medida para el conjunto de todas las unidades definidas hasta ese momento.

### Sistema Internacional de Unidades (SI)

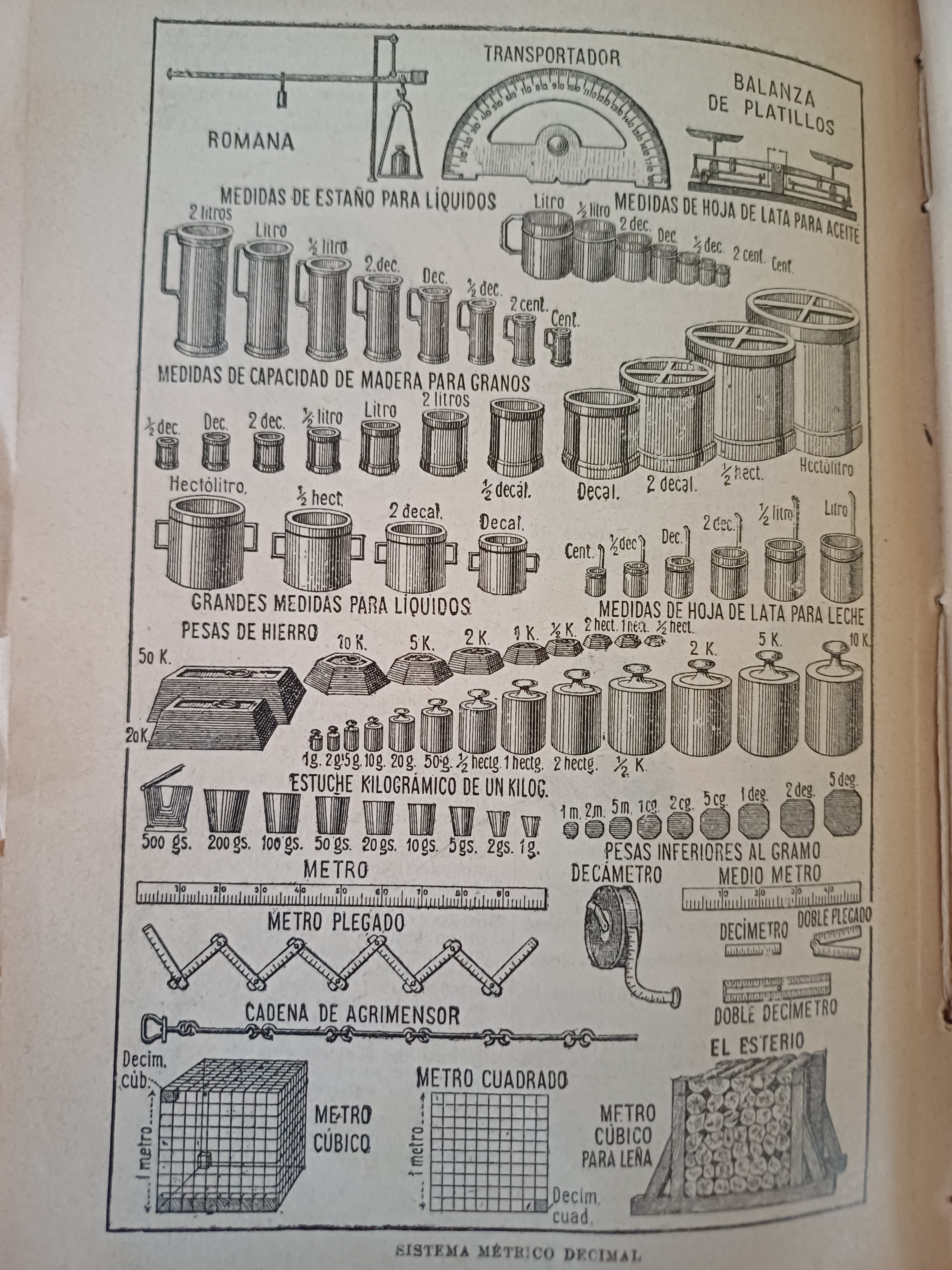
Ilustración del sistema métrico decimal en el Diccionario manual enciclopédico ilustrado, de Manuel Rodríguez-Navas y Carrasco, editado por Saturnino Calleja en 1909.

El sistema métrico original se adoptó internacionalmente en la 1.ª Conferencia General de Pesas y Medidas de 1889. En la 6.ª Conferencia General (1921), se revisó la Convención del Metro y la Conferencia se declaró competente para la definición de otras unidades de medida, que englobase los intereses del comercio, de la industria y de la ciencia. Los trabajos de las diferentes comisiones durante esos años, crearon un conjunto de unidades, y en la 9ª CGPM, de 1948, se adoptó para el conjunto el nombre de Sistema práctico de unidades de medida que, finalmente, en la 11.ª Conferencia General de 1960, fue renombrado como Sistema Internacional de Unidades. Actualmente, aproximadamente el 95% de la población mundial vive en países en los cuales se usa el sistema métrico y sus derivados (en la versión Sistema Internacional de Unidades).

## Características del sistema métrico decimal

### Neutral y universal
Las unidades de épocas anteriores se derivaban del largo del pie de algún gobernante y a veces cambiaban tras su sucesión. Las nuevas unidades no habrían de depender de tales circunstancias nacionales, locales o temporales.
Los creadores del sistema métrico decimal querían que fuera lo más neutral posible para facilitar su más amplia adopción. Cuando se estaba desarrollando el sistema métrico, Francia utilizaba el calendario republicano que ya comenzaba a caer en desuso y fue finalmente abolido en 1806 debido a dos fallos fundamentales de diseño: las fechas se contaban a partir del día de la proclamación de la Primera República Francesa y los nombres de los meses se basaban en eventos puramente locales como brumaire (brumoso) o nivose (nevado), condiciones locales que no se daban ni siquiera en la totalidad del territorio francés.

### Práctico
Las nuevas unidades de medida deberían ser cercanas a valores de uso corriente en aquel entonces. Era de suponer que el metro -cercano a la vara o yarda- habría de ser más popular que la fallida hora decimal del calendario republicano francés.

### Unidades reproducibles
Originalmente las unidades base se habían derivado del largo de un segmento de meridiano terrestre y la masa de cierta cantidad de agua. La idea inicial era que cualquier laboratorio pudiera reproducirlas, aunque medir un arco de meridiano no fuese una labor fácil. Por eso se descartaron, como base de la medida de longitud, el largo de un péndulo de un cierto periodo, pues varía con la latitud y eso habría obligado a definir una cierta latitud o el largo de un segmento del ecuador, en lugar de un segmento de un meridiano cualquiera, pues no todos los países tienen acceso a cualquier latitud, pero desde la Convención del Metro (1875) las medidas se independizaron de su origen y dependían de los patrones de medida correspondientes; cada país firmante tenía una copia del original y se distribuían copias de ellos. De este modo la norma era dependiente de los patrones originales, y todos los países referían sus patrones al patrón del Organismo (la Oficina Internacional de Pesas y Medidas) que conservaba los originales.
Con el tiempo, se volvió a la idea original de que debían ser reproducibles, sin depender de los patrones físicos, y los científicos han establecido definiciones de casi todas las unidades básicas (a excepción del kilogramo, hasta hace poco) de tal forma que, cualquier laboratorio equipado adecuadamente, pudiera hacer sus modelos propios.

### Múltiplos decimales
Todos los múltiplos y submúltiplos de las unidades básicas serían potencias decimales. Ni las fracciones serían por mitades, como es el caso actualmente con las fracciones de pulgada, ni los múltiplos tendrían relaciones diferentes de potencias de diez, tal como es el caso del pie que equivale a doce pulgadas. Cabe destacar que la decimalización se sigue imponiendo aún en países que utilizan otras bases de medida, tal como ha sido el caso de la decimalización de la libra, tanto la británica como la irlandesa en 1971, o la aún más reciente (2000-2001) decimalización de las fracciones en los precios de las acciones en las bolsas de valores de los Estados Unidos.
Aunque no aparece en el decreto del sistema métrico, también se definió una unidad de base decimal para la medida de ángulos, el gon o grad en el cual el ángulo recto se divide en 100 gons en lugar de los 90 del sistema sexagesimal, y donde cada gon se divide en 100 minutos y cada minuto en 100 segundos. De hecho, el kilómetro es la longitud de un arco de meridiano terrestre que abarca un minuto (de un gon de latitud) y la medición del arco de meridiano entre Dunquerque y Barcelona se hizo con instrumentos graduados en gons. Esto es similar a la definición de una milla náutica, que es la longitud de un arco de un minuto sexagesimal de latitud.
Al contrario, el sistema métrico no definió ninguna unidad decimal de medida de tiempo, pues esto formaba parte del calendario republicano en el cual un día se dividía en 10 horas y cayó en desuso junto con este.

#### Prefijos comunes
Todas las unidades derivadas habrían de usar un mismo conjunto de prefijos para indicar cada múltiplo. Por ejemplo, kilo se usaría tanto para múltiplos de peso (kilogramo) como de longitud (kilómetro) en ambos casos indicando 1000 unidades base.

## Adopción del sistema

Países que utilizan los sistemas métrico, imperial y el tradicional de EE. UU. (2019).

Casi todos los países europeos lo adoptaron poco a poco, pero el Reino Unido se ha resistido durante mucho tiempo, así como los Estados Unidos, que han conservado hasta muy recientemente sus unidades de medida tradicionales. 
El Reino Unido es un caso curioso porque, mientras las naciones continentales iban adoptando el sistema métrico, hizo un esfuerzo de unificación de sus unidades de medida tradicionales, hasta entonces distintas de región a región, como en el resto del mundo; entonces, impuso el llamado sistema imperial (1824). Por otro lado, sus científicos fueron pioneros en establecer un sistema más completo de unidades, basado en el sistema métrico, con miras más amplias que el comercio y la industria, el sistema CGS, y poco más tarde adoptó oficialmente el sistema métrico, en 1884, sin que hasta ahora hayan cambiado muchos de los usos de las unidades de medida tradicionales. Por su parte los Estados Unidos, tras su independencia, también hicieron un esfuerzo de unificación de sus medidas tradicionales (en teoría iguales a las inglesas), pero definiendo las unidades de modo que algunas de las unidades de medida imperiales son distintas a las de los Estados Unidos.
- Argentina adoptó el "Sistema Métrico Decimal de Pesos y Medidas" por Ley N° 52[25] del 4 de septiembre de 1863 bajo la presidencia de Bartolomé Mitre. Por esta misma ley se creó también la "Oficina Nacional de Pesas y Medidas" como organismo de aplicación de dicha norma. Más tarde (en 1957) se creó el Instituto Nacional de Tecnología Industrial (INTI) que dentro de sus funciones tiene la de ser el "Instituto Nacional de Metrología".[26] Como consecuencia del trabajo de esta institución (y de la entonces "Secretaría de Estado de Comercio"), el 2 de marzo de 1972 se promulga la Ley N° 19511[27] por la que se instituye el Sistema Métrico Legal Argentino (SIMELA) basado en el Sistema Internacional de Medidas de la Conferencia General de Pesas y Medidas, y que cuenta con el agregado de otras unidades de medida de las que no se podía prescindir.
- Chile adoptó el sistema métrico decimal el 29 de enero de 1848 según la Ley de Pesos y Medidas.[28]
- Colombia lo adoptó por ley del 8 de junio de 1853.[29]
- España, el metro se adoptó como unidad fundamental de longitud por la Ley del 19 de julio de 1849.[30] Ese año se creó al efecto un órgano consultivo del Gobierno, la Comisión de Pesos y Medidas cuyos trabajos dieron lugar a las equivalencias entre las pesas y medidas españolas y el sistema métrico. Se publicaron tales equivalencias por Real Orden de 9 de diciembre de 1852.[31] Finalmente, el Real Decreto de 14 de noviembre de 1879 estableció la obligatoriedad del sistema decimal a partir de julio de 1880.[nota 14]
- México se unió al Tratado del Metro, el 30 de diciembre de 1890.
- Venezuela adoptó este sistema por ley el 13 de febrero de 1857.

Con el tiempo, los distintos países fueron adoptando el sistema, ya en su versión Sistema Internacional de Unidades. Únicamente no lo ha adoptado oficialmente Estados Unidos. Tanto Liberia como Birmania utilizaban otros sistemas pero sus respectivos gobiernos han iniciado la adopción cada vez más amplia del sistema métrico. El comercio internacional lo realizan en unidades métricas al igual que gran parte del comercio interno, abandonando así el viejo sistema.Pese a que Estados Unidos no ha adoptado oficialmente el sistema métrico —cuyo uso es legal en el país desde 1866—, este se enseña en muchas escuelas y se ha ido implantando de forma voluntaria en muchas áreas, como en el campo de la ciencia, la tecnología y parte de la industria manufacturera, como la de los automóviles o la de la maquinaria pesada, que se pasaron al sistema métrico a partir de los años 1970.